# Klang (Fluss)
Der Klang ist ein 120 km langer Fluss im Westen Malaysias, der die Hauptstadt Kuala Lumpur durchfließt und bei Port Klang in die Straße von Malakka mündet.

## Geografie
Der Klang entspringt im Hochland etwa 25 km nordöstlich der Hauptstadt. Er durchfließt die gleichnamige Stadt Klang und gab auch Kuala Lumpur, was schlammige Flussmündung bedeutet, ihren Namen. Die wichtigsten Nebenflüsse sind Gombak, Batu, Kerayong, Damansara, Keruh, Kuyoh, Penchala und Ampang.

## Nutzung
Das Tal ist eines der stärkst verschmutzten Gebiete des Landes; so ist auch der Fluss selbst stark mit Abwässern belastet. Die Industrieregion wird von Port Klang im Delta aus versorgt. 2004 war Port Klang der siebtgrößte Hafen der Welt. Die starke Bebauung des Ufers engt den Klang ein und führt regelmäßig zu Überflutungen in Kuala Lumpur. Zwei Dämme dienen der Bewässerung einer etwa 1288 km² großen Fläche.
Ende 2006 erhielt ein privates Unternehmen die Nutzungsrechte am Fluss, besonders für den Abbau von Sand. Der Vertrag mit einer Laufzeit von 30 Jahren enthält auch eine Klausel, die das Unternehmen verpflichtet, die Wasserqualität bis 2010 deutlich zu verbessern. SMART, ein großer Entwässerungstunnel, soll die Überflutungen in der Hauptstadt verringern.